# Tangara des bambous
Kleinothraupis calophrys
Espèce
Statut de conservation UICN

 LC  : Préoccupation mineure
Le Tangara des bambous (Kleinothraupis calophrys) est une espèce de passereaux d'Amérique du Sud appartenant à la famille des Thraupidae.

## Répartition
On le trouve au Pérou et en Bolivie

## Habitat
Il vit dans les forêts humides subtropicales ou tropicales de montagne[réf. nécessaire].